# ایوان پیرس
ایوان رودریگو پیرس (اسپانیایی: Iván Rodrigo Piris‎؛ زادهٔ ۱۰ مارس ۱۹۸۹) بازیکن فوتبال اهل پاراگوئه است.
از باشگاه‌هایی که در آن بازی کرده‌است می‌توان به سائو پائولو، رم، اسپورتینگ، اودینزه، مونتری و کلوب لئون اشاره کرد.
وی همچنین در تیم ملی فوتبال پاراگوئه بازی کرده‌است.